# Jonas Rickaert
Jonas Rickaert (Vive-Saint-Éloi, Bélgica, 7 de fevereiro de 1994) é um ciclista belga que milita na equipa Alpecin-Fenix.

## Palmarés

### Estrada
- 2017
- Grande Prêmio Marcel Kint[1]

- 2020
- Dwars door het Hageland[2]

### Pista
- 2013
- Campeonato da Bélgica em perseguição por equipas (com Tiesj Benoot, Aimé De Gendt e Otto Vergaerde)

- 2014
- Campeonato da Bélgica em perseguição

## Equipas
- Vlaanderen-Baloise (2014-2018)
  - Topsport Vlaanderen-Baloise (2014-2016)
  - Sport Vlaanderen-Baloise (2017-2018)
- Corendon/Alpecin[3] (2019-)
  - Corendon-Circus (2019)
  - Alpecin-Fenix (2020-)